# Frontier: First Encounters
Frontier: First Encounters (Elite 3, сокращённо — FFE) — компьютерная игра, выпущенная в 1995 году разработчиком Frontier Developments. Является третьей частью серии космических симуляторов Elite. Издатель игры — компания Gametek.

## Геймплей
Вселенная игры является достаточно проработанной. Задания в игровом мире включают межзвездные гонки, правительственные интриги, заказные убийства, проникновение в закрытые звездные системы, фотографирование военных спутников, уничтожение планетарных заводов враждебной фракции, и многое другое.

### Рейтинги
Рейтинг пилота показывает, сколько кораблей противника было уничтожено и имеет логарифмическую шкалу. Игрок начинает игру с рейтингом «Harmless» (рус. безвредный). После уничтожения четырёх кораблей рейтинг повышается до «Mostly Harmless» (рус. преимущественно безвредный). Получение более высоких рейтингов, таких как «Average» или «Competent» позволяет выполнять более высокооплачиваемые задания. Самые сложные миссии начинаются с ранга «Competent». Максимальный рейтинг — «Elite», достигается после уничтожения 6000 вражеских кораблей.
Помимо боевого рейтинга существует военный рейтинг, содержащий звания, присваиваемые за выполнение миссий Империи и Федерации.

## Критика
По мнению критиков[кого?], вышедшая игра была не закончена. Издатели торопили главного дизайнера Дэвида Брэбена, и он не успел довести программу до ума — в релизе было большое количество ошибок.

- Страница игры на сайте разработчика  (англ.)
- Русскоязычный ресурс, посвящённый игре